# Aspergillus alliaceus
Aspergillus alliaceus är en svampart som beskrevs av Thom & Church 1945. Aspergillus alliaceus ingår i släktet Aspergillus och familjen Trichocomaceae.   Inga underarter finns listade i Catalogue of Life.

## Bildgalleri

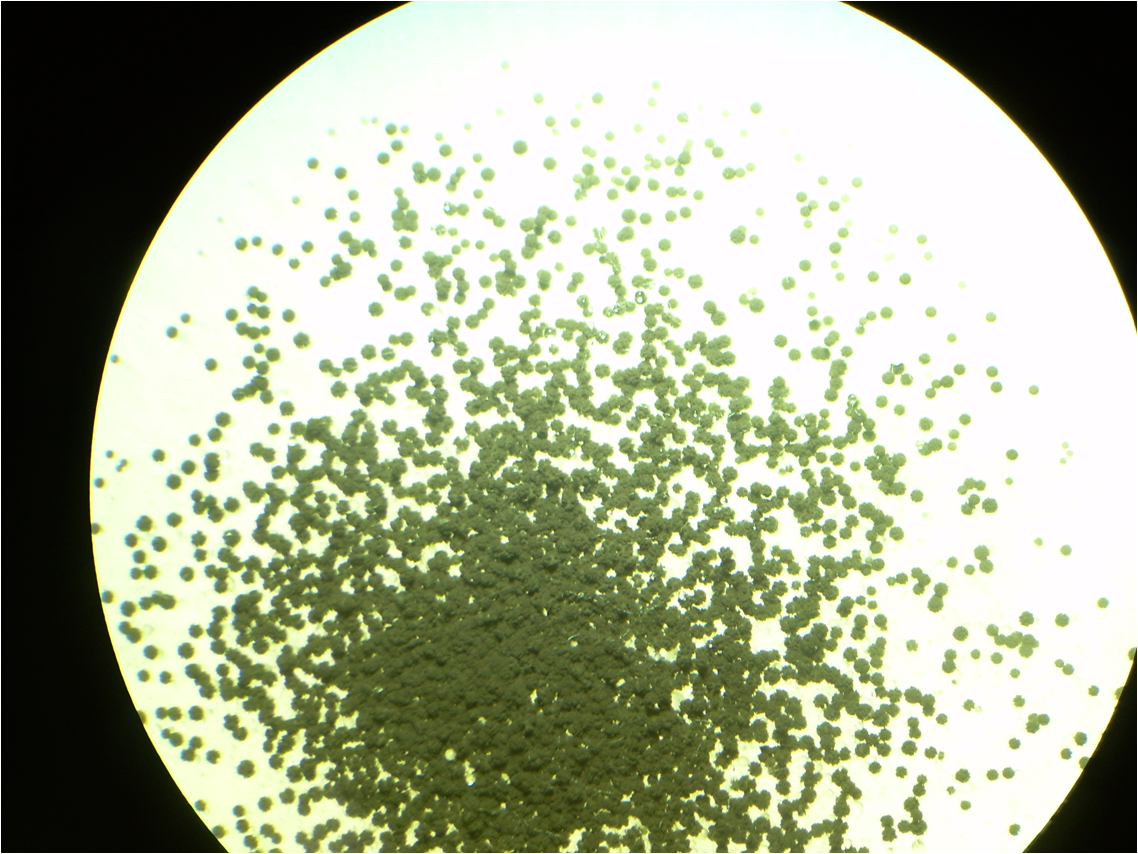
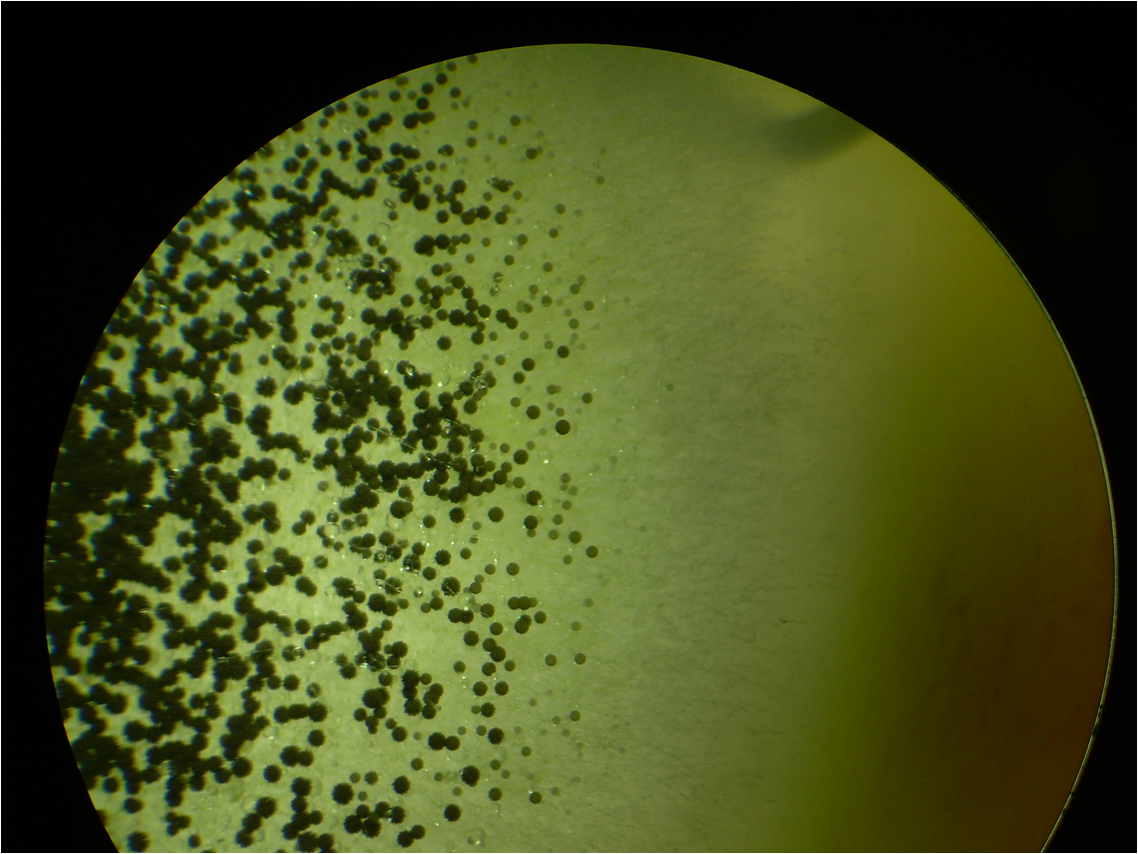
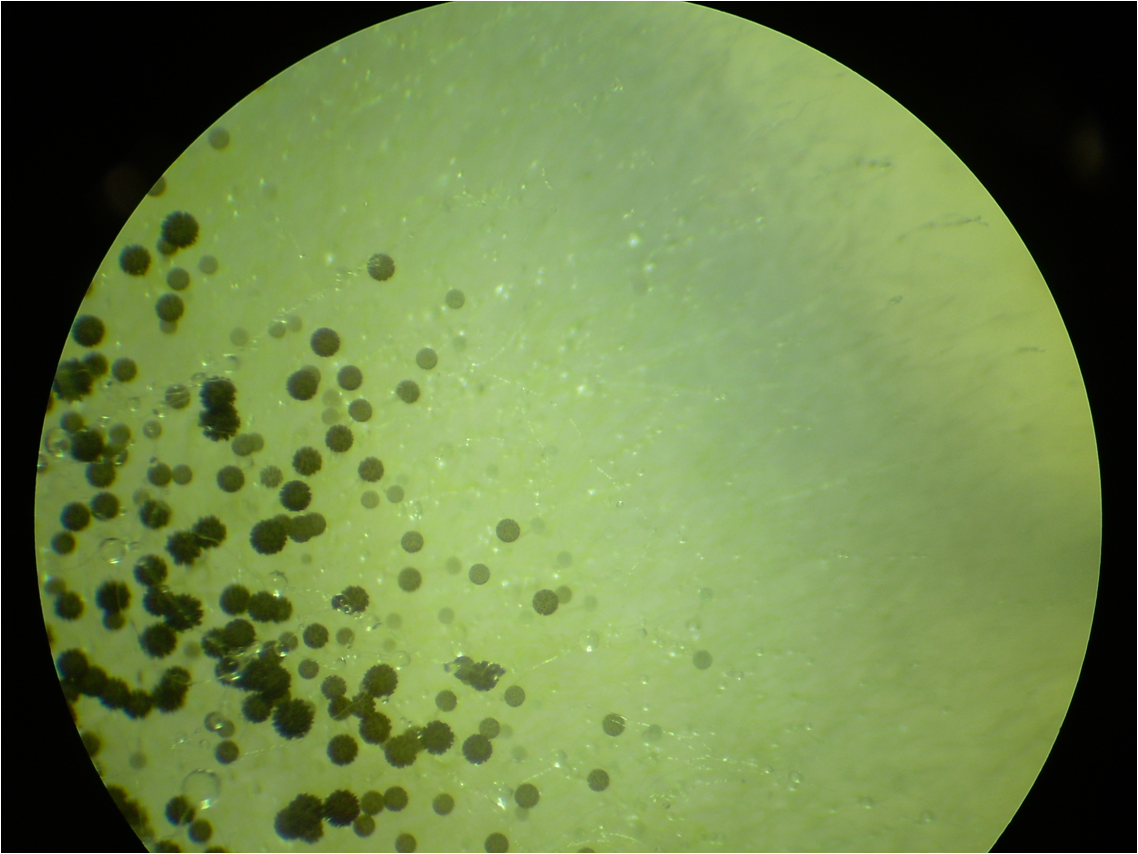
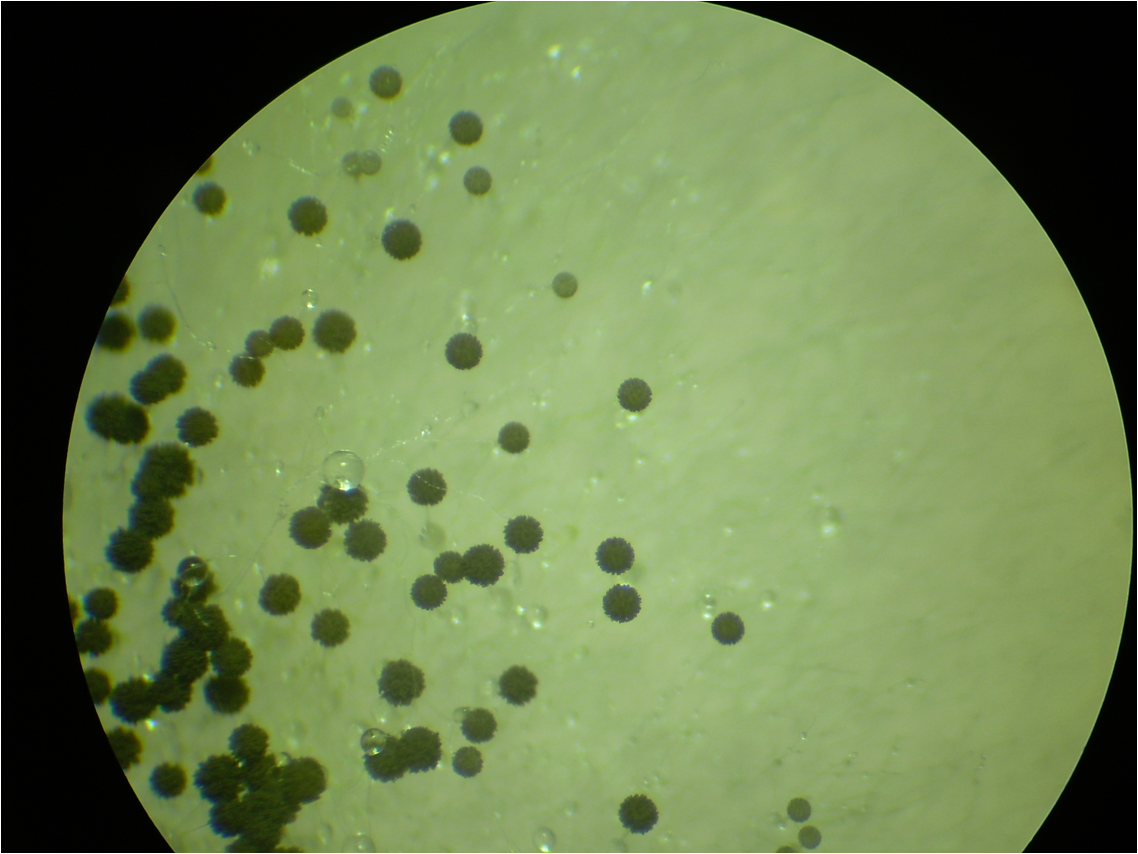
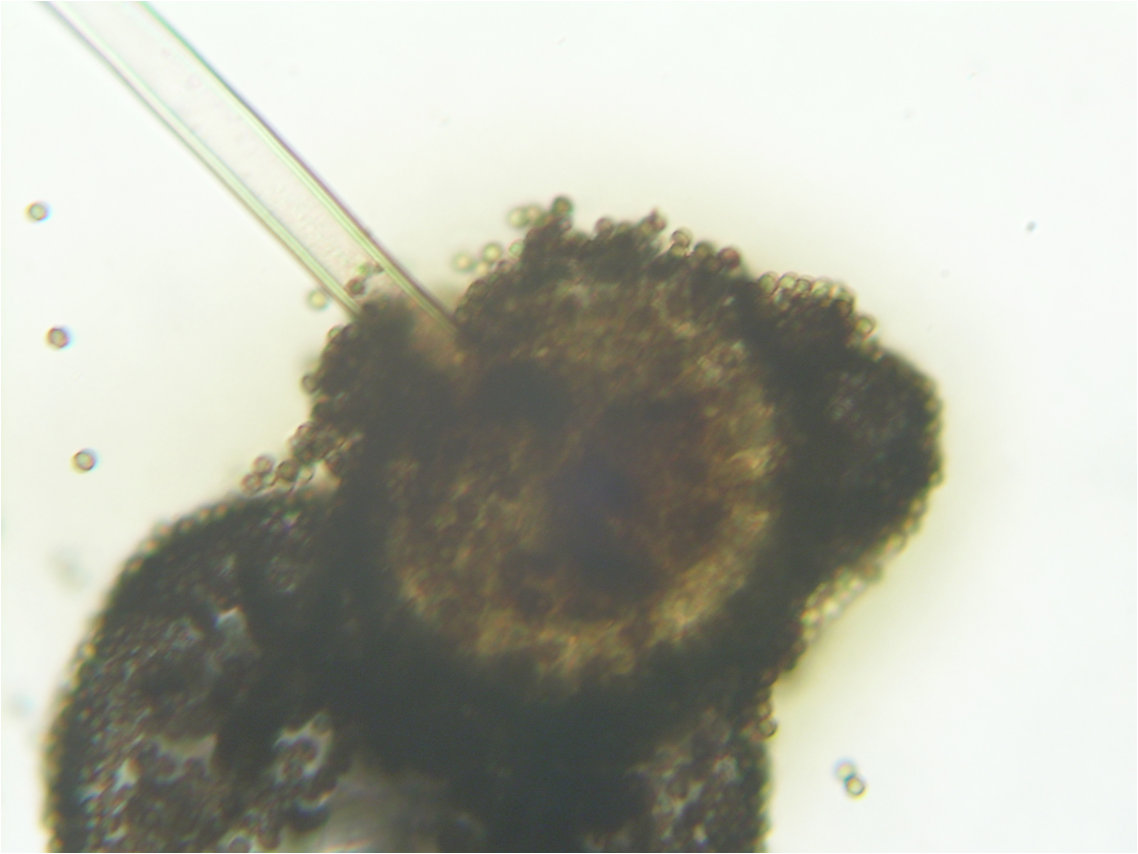
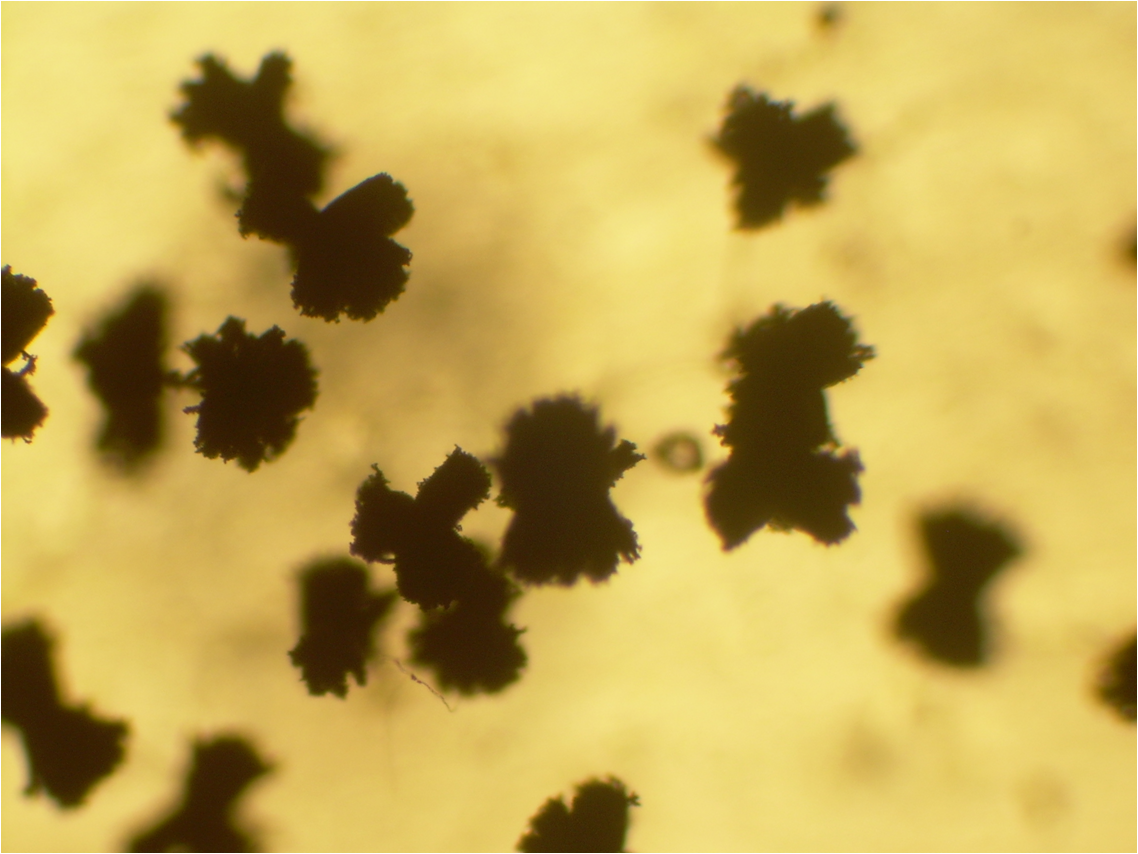
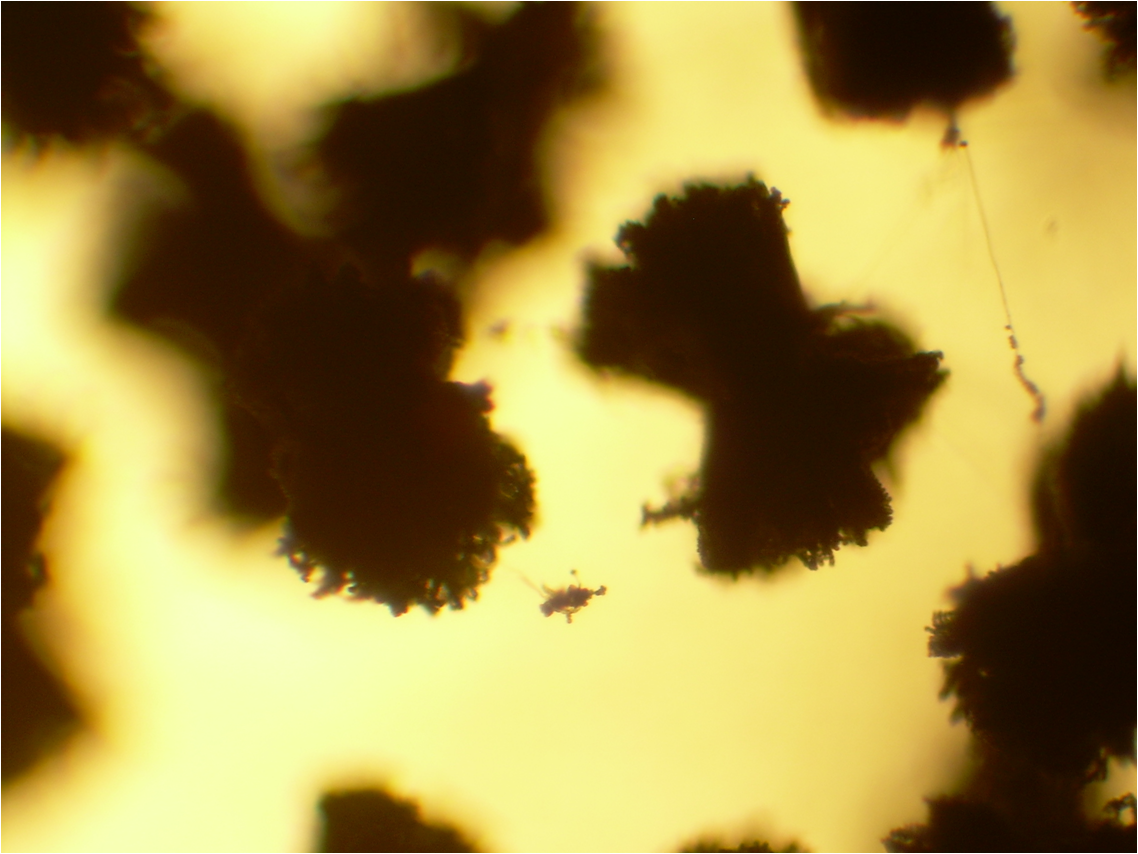
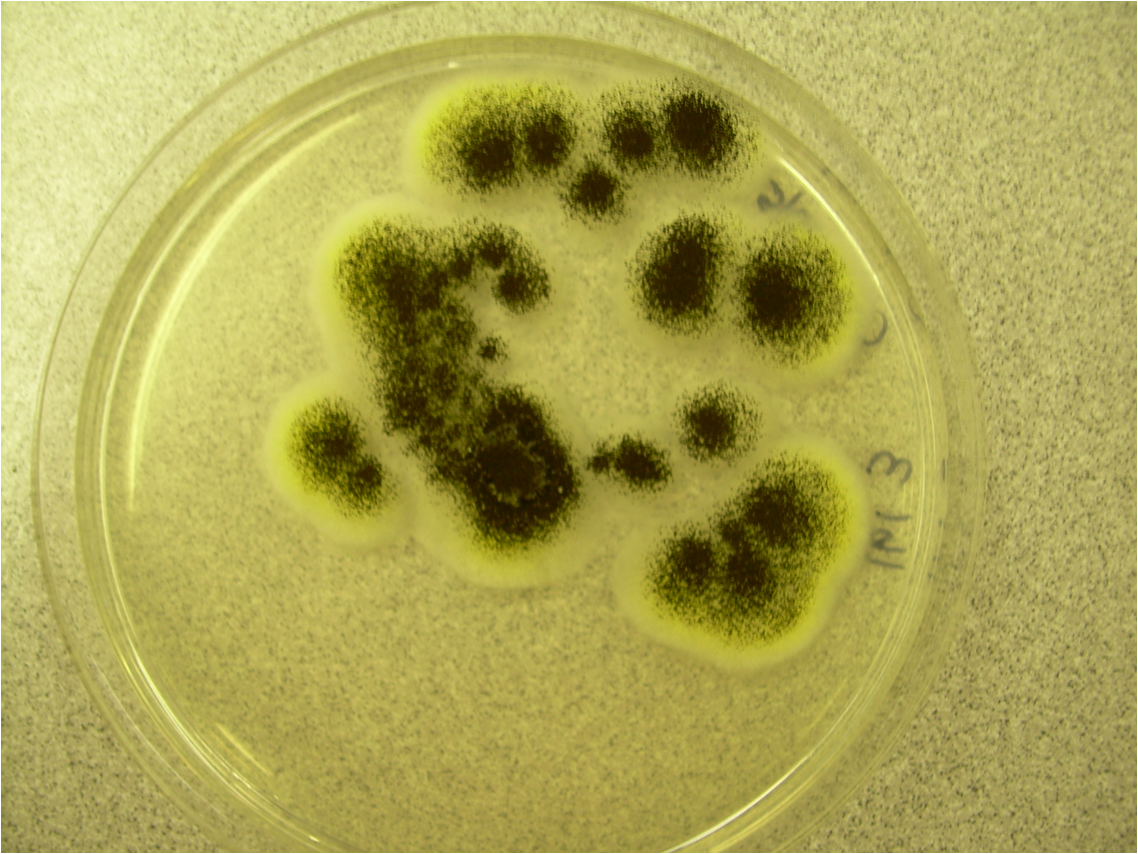
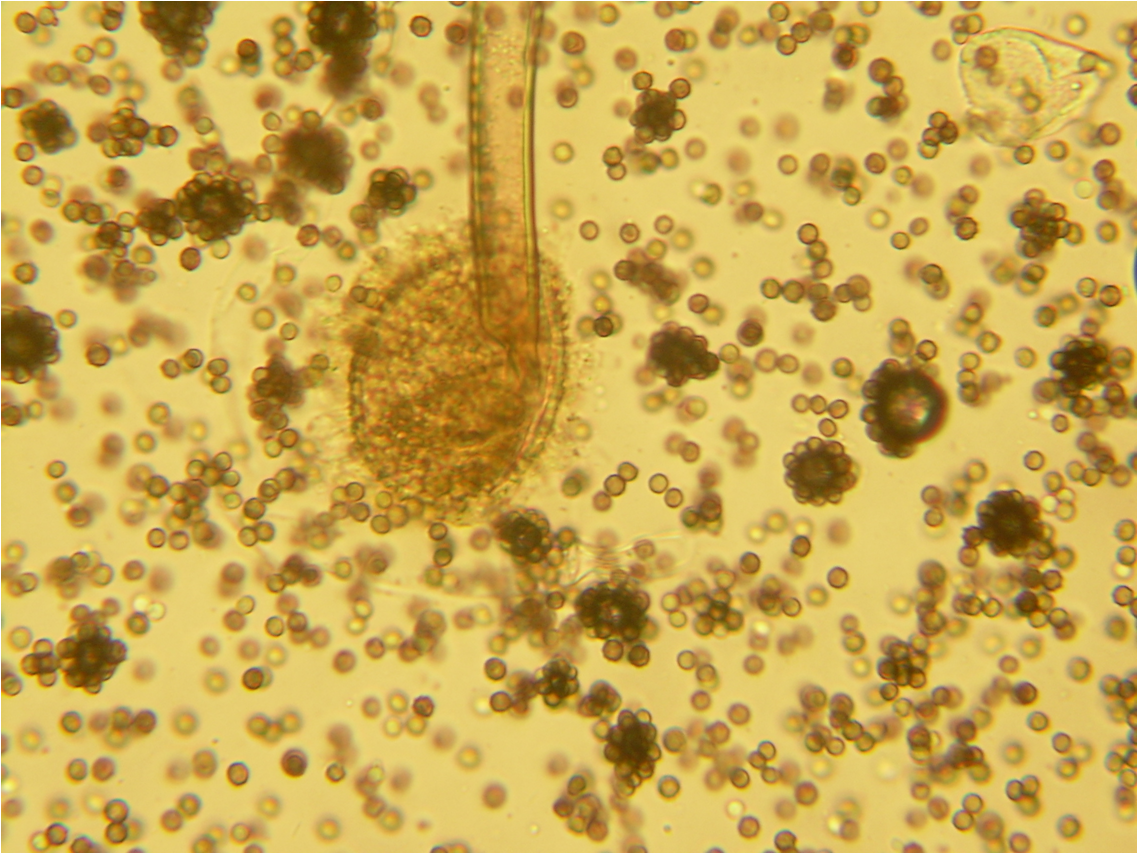